# Mohamed Benabdeslam El Fassi El Halfaoui
Pour les articles homonymes, voir El Fassi et Benabdesslam.
Mohamed Benabdeslam El Fassi El Halfaoui est un homme politique marocain.

## Parcours
A la fin des années 1920, il part avec un groupe d'étudiants pour terminer ses études secondaires à Naplouse.
Après le cursus universitaire, il milite au sein du mouvement national dans la zone de protectorat espagnol.
Il intègre le Parti de la réforme nationale où il devient membre du comité exécutif.

## Fonctions
- Directeur de "Al Maahad.Al Horr".ou l'institut libre en arabe à Tétouan.
- Gouverneur de la province de Tétouan de 1958 au 2 juin 1961[1].
- Ministre des Postes et des Télécommunications du 2 juin 1961 au 5 janvier 1963[2],[3].
- Président-directeur général de la Compagnie Royal.Air Maroc au 12 janvier 1965[4].
- Ambassadeur du Maroc en Argentine au 28 février 1968[5].

## Sources